# 洲仔 (左營區)

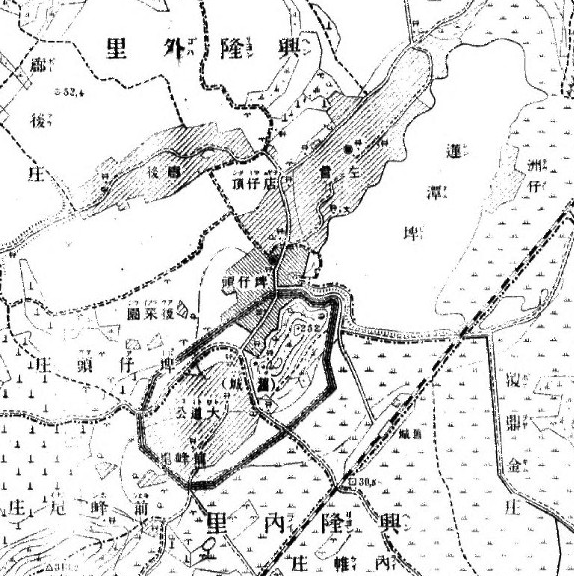
20世紀初《台灣堡圖》中的洲仔聚落。

洲仔，或稱作洲仔庄，是台灣高雄市左營區內的一個聚落，位於蓮池潭畔，位於今左營區尾北里範圍內。

## 歷史
民國58年，洲仔地區被納入左營第一號公園預定地，民國71年又納入「整體開發計劃」，預備規劃成「民俗技藝園區」，因此長期禁建

## 設施
- 左營洲仔清水宮（洲仔地區公廟）
- 洲仔濕地公園
- 高雄市風景區管理所（高雄物產館蓮潭店）